# الدوري المكسيكي الممتاز 1968–69
الدوري المكسيكي الممتاز 1968-69 (بالإسبانية: Primera División de México 1968-69)‏ هو الموسم 26 من الدوري المكسيكي الممتاز. أقيم خلال الفترة 17 مارس 1968 وحتى 3 مارس 1969، وأشرف على تنظيمه اتحاد المكسيك لكرة القدم، وكان عدد الأندية المشاركة فيه 16، وفاز فيه كروز آزول.